# هيديو كوباياشي (سياسي)
هيديو كوباياشي (باليابانية: 小林 日出夫 ) (و. 1946 – 2009 م) هو سياسي، من اليابان، توفي عن عمر يناهز 63 عاماً.